# Bürger des Ruhrgebiets
Der Ehrentitel Bürger des Ruhrgebiets ist eine seit 1981 vom Verein Pro Ruhrgebiet vergebene Auszeichnung. Geehrt werden Personen, die sich mit ihrem Wirken in herausragender Weise um das Ruhrgebiet verdient gemacht haben. Die Ehrenbürger erhalten eine Urkunde sowie eine von Wolfgang Prager entworfene Stahlskulptur mit einem in Rundstahl geschmiedeten stilisierten „R“.
Neben einer vom Vorstand des Vereins unmittelbar nominierten und ausgewählten Person wird die Auszeichnung seit 2004 jährlich auch an eine Person aus dem Ruhrgebiet vergeben, eine zweite wird in öffentlicher Ausschreibung mit wechselnden thematischen Schwerpunkten ermittelt. Eine Jury wählt diesen Ehrenbürger oder diese Ehrenbürgerin aus den Nominierungen der Bürger aus. Jährlich wechselt der Verein hierbei die Themenfelder, in denen die Verdienste des Vorgeschlagenen liegen sollen, sodass es möglich ist, Leistungen aus den verschiedensten Bereichen zu würdigen. So wurden zum Beispiel 2008 Verdienste als Beitrag zur Attraktivitätssteigerung des Ruhrgebiets für Besucher, Gäste und Geschäftsreisende und 2009 Verdienste um das Ruhrgebiet im Themenfeld Engagement von Zuwanderern im Ruhrgebiet für die Integration ausgezeichnet. Aus diesem Anlass übernahm NRW-Integrationsminister Armin Laschet in diesem Jahr den Vorsitz der Jury.

## Liste der Bürger des Ruhrgebiets
- 1981: Alfred Schmidt und Friedrich Mordau (Schreinermeister)
- 1982: Aletta Eßer (Schriftstellerin) und Franz Gutbier (Inspizient)
- 1983: Emil Nagel (Stahlarbeiter) und Günther Gedat (Journalist)
- 1984: Willi Gusek (Gewerkschafter) und Gerhard J. Blume (Unternehmer)
- 1985: Willi Wülbeck (Sportler) und Karlheinz Weber (Chorleiter)
- 1986: Else Schäfer (Schaustellerin)
- 1987: Franz Hengsbach (Kardinal, Bischof von Essen) und Manfred Schramm (Soldat)
- 1988: Maria Asunción Insautsi Montero (Krankenschwester)
- 1989: Josef Reding (Schriftsteller) und Klaus Steilmann (Unternehmer)
- 1990: Emil Schumacher (Künstler)
- 1991: Ulrich Schriewer (Polizeibeamter und Künstler) und Lothar Sommer (Sportler)
- 1992: (keine Verleihung)
- 1993: Johannes Rau (Ministerpräsident), Paul Mikat (ehem. Kultusminister) und Heinz Wewering (Sportler)
- 1994: Inge Litschke (Dozentin) und Otmar Alt (Künstler)
- 1995: Recep Keskin (Unternehmer) und Karl Ganser (Leiter der Internationalen Bauausstellung Emscherpark)
- 1996: Günter Berns (Bankdirektor) und Gerd Niebaum (Präsident BV Borussia a.V. Dortmund)
- 1997: Werner Schmidt (Gewerkschafter)
- 1998: (keine Verleihung)
- 1999: Tana Schanzara (Schauspielerin)
- 2000: Dietrich Grönemeyer (Mediziner)
- 2001: Karl Lange (Vorsitzender des Vereins für Verkehr und Heimatkunde Oberhausen-Schmachtendorf)
- 2002: Ulrich Feldhoff (NOK-Präsidiumsmitglied, Präsident des Deutschen Kanu-Verbandes und des Kanu-Weltverbandes, Vizepräsident des Deutschen Sportbundes)
- 2003: Rudi Assauer (Manager von Schalke 04)
- 2004: Stephanie Überall & Gerburg Jahnke (Missfits), Schwester Agnes Bernharda Zepter (Ordensschwester und Lehrerin aus Essen) und Heinrich Wächter (Vorsitzender des Köche-Clubs Gelsenkirchen)
- 2005: Roberto Ciulli (Leiter des Theaters an der Ruhr, Mülheim) und Gerd Pieper (Geschäftsführender Gesellschafter der Parfümeriekette Pieper, Präsident der IHK zu Bochum)
- 2006/2007: Erich Schumann (geschäftsführender Gesellschafter der WAZ-Mediengruppe) und Klaus Kunzmann (Raumplaner, ehem. Universität Dortmund)
- 2007/2008: Manfred Breuckmann (WDR-Sportreporter und Moderator) und Christian Stratmann (Mondpalast-Prinzipal) sowie ein Förderpreis an Christina Antwerpen und Verena Breuckmann (Unternehmerinnen und Hostel-Betreiberinnen Oberhausen)
- 2009: Stefan Soltesz (Intendant des Aalto-Musiktheaters Essen und Generalmusikdirektor der Essener Philharmonie), Steven Sloane (Generalmusikdirektor der Bochumer Symphoniker), Murat Vural (Gründer des Interkulturellen Bildungs- und Fördervereins für Schüler und Studenten, Castrop-Rauxel) und Gülseren Celebi (Leiterin des Familienhilfezentrums für Migrantenfamilien im IFAK e. V. - Verein für multikulturelle Kinder- und Jugendhilfe - Migrationsarbeit, Bochum, Mitgründerin des Frauenvereins MONA e. V.) - Förderpreis von 5000 Euro zusätzlich an Murat Vural
- 2010: Norbert Lammert (Bundestagspräsident) und Jochen Stemplewski (Vorstandsvorsitzender der Emschergenossenschaft)
- 2011: Rüdiger Frohn (Vorsitzender des Beirats der Stiftung Mercator und Kandidat des pro Ruhrgebiet-Vorstandes für diese Auszeichnung) und Irene Jung (Vorsitzende des Bergkamener Kinderhilfevereins „Die kleine Nana e. V.“, sie wurde  nach öffentlicher Ausschreibung bestimmt)[3]
- 2012: Berthold Bühler (Patron der Résidence in Essen) und Klaus Bast (Vorsitzender und Jugendtrainer des VV Humann Essen)
- 2013: Werner Müller (Vorstandsvorsitzender der RAG-Stiftung) und Annegret Schaber (Projektleiterin von Straßen.NRW)
- 2014: Ursula Gather (Rektorin der Technischen Universität Dortmund und Vorsitzende des Kuratoriums der Alfried Krupp von Bohlen und Halbach-Stiftung) und Oliver Hermes (Vorsitzender des Vorstandes der WILO SE)
- 2015: Franz Xaver Ohnesorg (Intendant des Klavierfestivals Ruhr) und Reinhard Wiesemann (Gründer des Essener Unperfekthauses)

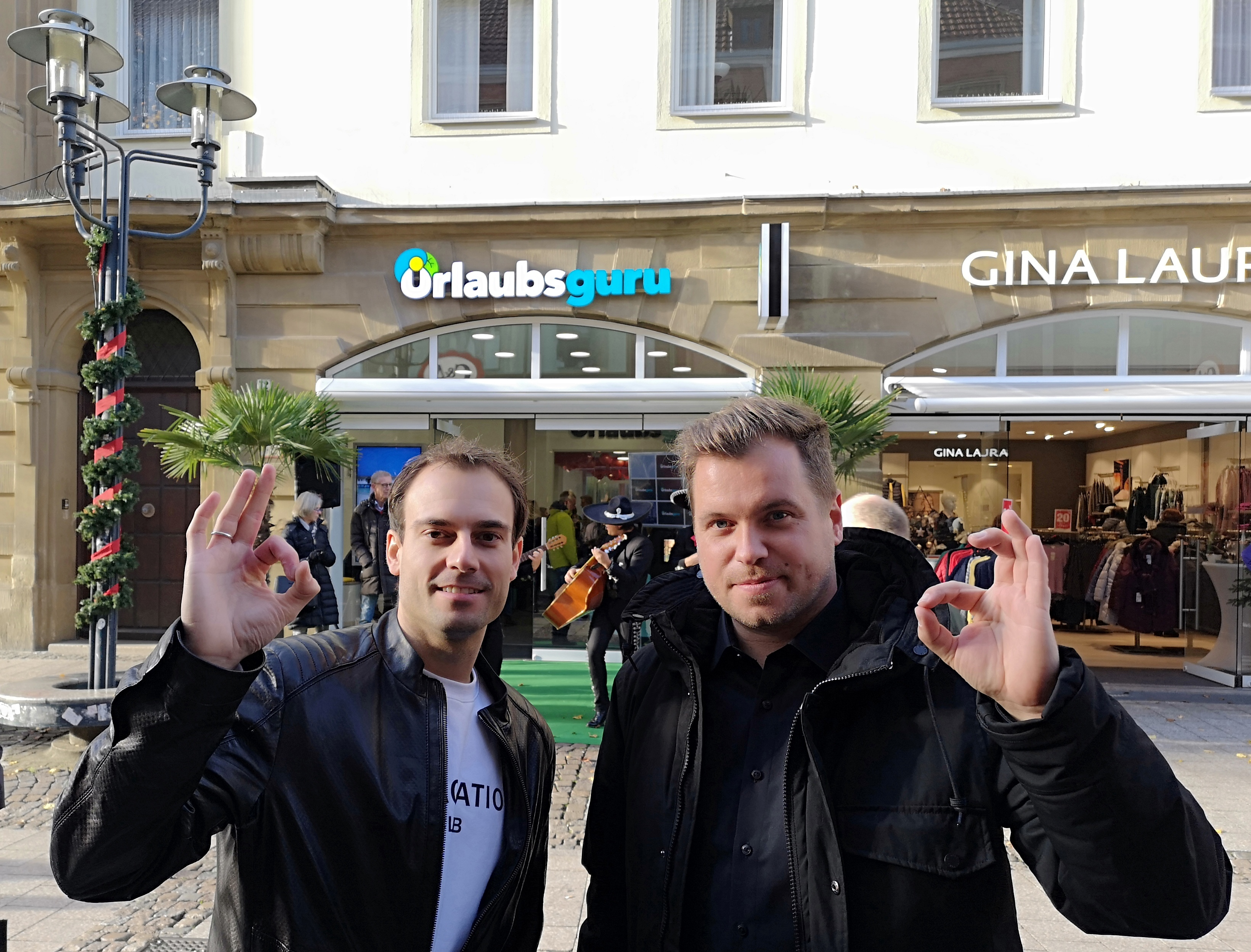
Daniel Marx (links) und Daniel Krahn bei der Eröffnung ihres Flagship-Stores und Reisebüros in Münster

- 2016: Daniel Marx & Daniel Krahn (Beide Gründer: Urlaubsguru.de) und Albert Ritter (Schausteller in der 6. Generation)
- 2017: Oliver Scheytt (Moderator für die erfolgreiche Bewerbung „Essen für das Ruhrgebiet. Kulturhauptstadt Europas 2010“) und Hermann Hövelmann, (Geschäftsführender Gesellschafter der Getränkegruppe Hövelmann)
- 2018: Stephan J. Holthoff-Pförtner (Minister für Bundes- und Europaangelegenheiten sowie Internationales des Landes Nordrhein-Westfalen) für dessen Verdienste als Vorsitzender des Politischen Forums Ruhr e. V. und Michael ten Hompel (Inhaber des Lehrstuhls für Förder- und Lagerwesen an der Universität Dortmund und geschäftsführender Institutsleiter am Fraunhofer-Institut für Materialfluss und Logistik)
- 2019: Christoph M. Schmidt (Präsident des RWI – Leibniz-Institut für Wirtschaftsforschung) und Hannelore Herz-Höhnke
- 2020: Hans Mosbacher (Unternehmer), Eckhard Gerber (Architekt)